# Serge-Junior Martinsson Ngouali
Serge-Junior Martinsson Ngouali, né le 23 janvier 1992 en Suède, est un footballeur international gabonais. Évoluant au poste de milieu relayeur, il joue actuellement pour le Sarpsborg 08 FF.

## Biographie

### En équipe nationale
De 2010 à 2011, Serge-Junior Martinsson Ngouali joue cinq matchs avec l'équipe de Suède des moins de 19 ans, dont un comptant pour les éliminatoires du Championnat d'Europe des moins de 19 ans 2011, face au Danemark, le 12 octobre 2010 (défaite 3-0). 
Le 24 mars 2011, il dispute un match amical avec les espoirs suédois, face à l'Italie (défaite 3-1).
Le 27 décembre 2016, la Fédération gabonaise de football annonce qu'il fait partie de la liste des 23 joueurs retenus par José Antonio Camacho, sélectionneur de l'équipe du Gabon, pour disputer la Coupe d'Afrique des nations 2017.

## Palmarès
Avec l'IF Brommapojkarna
- Champion de la troisième division suédoise en 2016

## Statistiques
Le tableau ci-dessous récapitule les statistiques de Serge-Junior Martinsson Ngouali lors de sa carrière en club :
| Saison                | Club                  | Championnat           | Championnat | Championnat | Coupe(s) nationale(s) | Coupe(s) nationale(s) | Compétition(s) continentale(s) | Compétition(s) continentale(s) | Compétition(s) continentale(s) | Total | Total |
| Saison                | Club                  | Division              | M.          | B.          | M.                    | B.                    | Comp.                          | M.                             | B.                             | M.    | B.    |
| 2010                  | IF Brommapojkarna     | 1                     | 12          | 0           | 2                     | 0                     | -                              | -                              | -                              | 14    | 0     |
| 2011                  | IF Brommapojkarna     | 2                     | 28          | 1           | 3                     | 0                     | -                              | -                              | -                              | 31    | 1     |
| 2012                  | IF Brommapojkarna     | 2                     | 29          | 1           | 1                     | 0                     | -                              | -                              | -                              | 30    | 1     |
| 2013                  | IF Brommapojkarna     | 1                     | 28          | 1           | 1                     | 0                     | -                              | -                              | -                              | 29    | 1     |
| 2014                  | IF Brommapojkarna     | 1                     | 28          | 1           | 5                     | 0                     | C3                             | 5                              | 0                              | 38    | 1     |
| 2015                  | IF Brommapojkarna     | 2                     | 23          | 0           | 3                     | 0                     | -                              | -                              | -                              | 26    | 0     |
| 2016                  | IF Brommapojkarna     | 3                     | 24          | 7           | 3                     | 2                     | -                              | -                              | -                              | 27    | 9     |
| Total sur la carrière | Total sur la carrière | Total sur la carrière | 172         | 11          | 18                    | 2                     | -                              | 5                              | 0                              | 195   | 13    |